# 뜨거운 양철지붕 위의 고양이

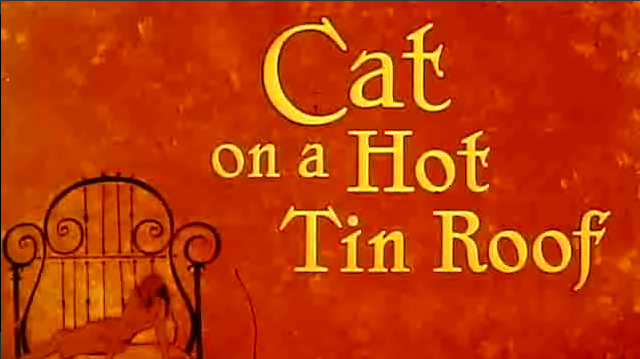

《뜨거운 양철지붕 위의 고양이》(Cat on a Hot Tin Roof)는 테네시 윌리엄스의 1955년 희곡이다. 발표된 해 연극 부문으로 퓰리처상을 수상하였다.

## 개요
남부 대농원주(大農園主)의 저택을 무대로 암(癌)이란 진단이 내려진 노주인을 둘러싸고 친족들이 추한 물욕을 노출시키는 것을 묘사한다. 노인이 사랑하는 둘째아들은 허무의 세계로 도피하는 알콜 중독자가 되고, 그의 아내 매기는 불안한 아내의 위치에서 고독한 싸움을 계속한다. 억압된 성(性)을 분석하고 인생의 허위와 진실의 본질을 추구하는 역작이다. 극의 결말(結末)을 둘러싸고 작자와 연출자의 의견이 대립하여 문제가 되었던 작품이다.